# Индијан Велс (Аризона)
Индијан Велс (енгл. Indian Wells), насељено је место без административног статуса у америчкој савезној држави Аризона.

## Демографија
По попису из 2010. године број становника је 255.
| Група             | 2000.    | 2010.     |
| Белци             | 0 (0,0%) | 10 (3,9%) |
| Афроамериканци    | 0 (0,0%) | 0 (0,0%)  |
| Азијати           | 0 (0,0%) | 0 (0,0%)  |
| Хиспаноамериканци | 0 (0,0%) | 9 (3,5%)  |
| Укупно            | 0        | 255       |